# Grabina (powiat łódzki wschodni)
Grabina – wieś w Polsce położona w województwie łódzkim, w powiecie łódzkim wschodnim, w gminie Nowosolna, na terenie Parku Krajobrazowego Wzniesień Łódzkich. W 2021 we wsi mieszkało 535 osób.
W roku 1827 miejscowość była częścią powiatu brzezińskiego, gminy Dobra. W latach 1975–1998 miejscowość należała administracyjnie do ówczesnego województwa łódzkiego.
W zachodniej części wsi na wzgórzu porośniętym lasem znajdują się pozostałości niewielkiego zabytkowego cmentarza ewangelickiego.

## Transport
Miejscowość skomunikowana jest z Łodzią linią autobusową 91B łódzkiego MPK